# 战国策派
战国策派是1940年代中国抗日战争期间，以《战国策》半月刊和重庆《大公报·战国副刊》为中心的一个文化流派。成员主要以大学教授为主，核心是林同济、陈铨、雷海宗、何永佶、贺麟等，而林、陈、雷、何、贺五人均毕业于20世纪20年代的清华学校。他们的主张有很强的德国文化色彩，以对传统文化和民族病症的批判为基础，呼唤民族竞存精神，并有国家主义和英雄崇拜的提倡。客观上有利于当时政治当局的宣传，但对鼓舞抗战士气也有积极作用。中华人民共和国成立后长期被视为国民党御用学派受到批判。